# Eparchie rostovská
Eparchie Rostov je eparchie ruské pravoslavné církve nacházející se v Rusku.

## Území a titul biskupa
Zahrnuje správní hranice území jihozápadní části Rostovské oblasti.
Eparchiálnímu biskupovi náleží titul biskup rostovský a novočerkasský.

## Historie
Dne 5. dubna 1829 byl zřízen donská a novočerkasská eparchie. Eparchie zahrnovala území Černomořského kozáckého vojska a Kavkazské gubernie.
Bylo navrženo zřízení samostatné eparchie s centrem v Rostově na Donu, která by zahrnovala městský okruh Rostov a Taganrog.
Rostovská a Taganrogská eparchie byla zřízena 24. května 1919 rozhodnutím Dočasné vyšší církevní správy na jihovýchodě Ruska a to oddělením území z jekatěrinoslavské eparchie.
Počátkem 20. let po ustanovení sovětské moci na Donu došlo k vydání dekretu o odluce církve od státu a školy od církve. Do roku 1923 bylo zavřeno sedm chrámů eparchie.
Ve 30. letech 20. století došlo k hromadnému zavírání a ničení chrámů. Roku 1937 byl uzavřen rostovský katedrální chrám, který byl otevřen roku 1942 v období okupace SSSR nacisty.
Roku 1943 došlo k obnovení činnosti eparchie a spravovala území bývalé donské eparchie.
Dne 27. července 2011 byla rozhodnutím Svatého synodu zřízena z části území eparchie nová eparchie šachtynská a eparchie volgodonská. Dne 6. října 2011 byla v Rostovské oblasti zřízena metropole donská, která zahrnuje volgodonskou, rostovskou a šachtynskou eparchii.

## Seznam biskupů

### Rostovská a Taganrogská eparchie
- 1919–1927 Arsenij (Smoleněc)
- 1927–1931 Serafim (Siličev)
- 1931–1932 Alexandr (Bjalozor)
- 1933–1935 Nikolaj (Amasijskij)
- 1936–1936 Dionisij (Prozorovskij)
- 1942–1942 Nikolaj (Amasijskij), dočasný administrátor
- 1943–1946 Jelevferij (Voroncov)
- 1946–1947 Serafim (Šarapov)
- 1947–1949 Sergij (Larin)

### Rostovská a Novočerkasská eparchie
- 1949–1951 Nikolaj (Čufarovskij)
- 1951–1955 Veniamin (Fedčenkov)

### Rostovská a Kamenská eparchie
- 1955–1958 Flavian (Ivanov)

### Rostovská a Novočerkasská eparchie
- 1958–1961 Innokentij (Zelnickij)
- 1961–1961 Nikandr (Viktorov)
- 1961–1962 Sergij (Petrov), dočasný administrátor
- 1962–1966 Ieronim (Zacharov)
- 1966–1967 Alexij (Konopljov), dočasný administrátor
- 1967–1969 Ilarion (Prochorov)
- 1969–1970 Nikolaj (Kutěpov)
- 1970–1973 Vladimir (Kotljarov)
- 1973–1982 Ioasaf (Ovsjannikov)
- 1982–1992 Vladimir (Sabodan)
- 1993–1995 Vladimir (Kotljarov), podruhé
- 1995–2011 Panteleimon (Dolganov)
- od 2011 Merkurij (Ivanov)